# 감골도서관
감골도서관은 경기도 안산시 상록구에 위치한 공공도서관이다.

## 연혁
- 1997년 7월 31일 안산시 감골도서관 개관

## 여담
- 주변에 학교는 시곡중 밖에 없지만, 수인선 건너편에 학생들로 넘쳐나는 본오동, 사동이 있기 때문에 시험기간에는 헬게이트이다. 버스정류소가 가까운 곳에 있어서 교통은 편리한 편이다.

- 열람실이 성인과 학생으로 구분되어 있어서 좋으나 시험기간이 되면 시끄럽다. 칸막이 좌석이 부족해서 좌석다툼이 치열하다. 언덕길에 위치해있어서 운동하기 좋고, 지하에 매점이 있다.